# Coppa del Mondo femminile di pallavolo 1999
La Coppa del Mondo femminile di pallavolo 1999 si è svolta dal 2 al 16 novembre 1999 a Tokyo, Okayama, Sapporo, Toyama, Sendai, Kanazawa, Nagoya e Osaka, in Giappone. Al torneo hanno partecipato 12 squadre nazionali e la vittoria finale è andata per la quarta consecutiva a Cuba, che si è qualificata per i giochi della XXVII Olimpiade, insieme alla Russia e al Brasile, rispettivamente seconda e terza classificate.

## Girone unico

### Primo round
| Girone A                                                               | Girone B                                             |
| ---------------------------------------------------------------------- | ---------------------------------------------------- |
| Sede: Tokyo Argentina Corea del Sud Giappone Italia Russia Stati Uniti | Sede: Okayama Brasile Cina Croazia Cuba Perù Tunisia |

### Secondo round
| Girone C                                                                 | Girone D                                            |
| ------------------------------------------------------------------------ | --------------------------------------------------- |
| Sede: Sapporo Argentina Corea del Sud Giappone Italia Russia Stati Uniti | Sede: Toyama Brasile Cina Croazia Cuba Perù Tunisia |

### Terzo round
| Girone E                                                 | Girone F                                                             |
| -------------------------------------------------------- | -------------------------------------------------------------------- |
| Sede: Sendai Croazia Giappone Italia Perù Russia Tunisia | Sede: Kanazawa Argentina Brasile Cina Corea del Sud Cuba Stati Uniti |

### Quarto round
| Girone G                                              | Girone H                                                             |
| ----------------------------------------------------- | -------------------------------------------------------------------- |
| Sede: Nagoya Brasile Cina Cuba Giappone Italia Russia | Sede: Osaka Argentina Corea del Sud Croazia Perù Stati Uniti Tunisia |

## Podio

### Campione
Cuba
(Quarto titolo)
 
Formazione: 1 Ruiz, 2 Blanco, 4 Izquierdo, 6 Palacios, 7 Mendez, 8 Bell, 11 Mesa, 12 Agüero, 14 Fernández, 15 Alvarez, 16 Francia, 17 Sanchez, CT: Perdomo

### Secondo posto
Formazione: 1 Tebenichina, 2 Morozova, 3 Belikova, 5 Sokolova, 6 Godina, 7 Safronova, 8 Artamonova, 9 Tiščenko, 10 Vasilevskaja, 13 Sargsian, 15 Gamova, 16 Sennikova, CT: Karpol'

## Classifica finale
| Classifica | Squadre       | Qualificazione               |
| ---------- | ------------- | ---------------------------- |
|            | Cuba          | Giochi della XXVII Olimpiade |
|            | Russia        | Giochi della XXVII Olimpiade |
|            | Brasile       | Giochi della XXVII Olimpiade |
| 4          | Corea del Sud |                              |
| 5          | Cina          |                              |
| 6          | Giappone      |                              |
| 7          | Italia        |                              |
| 8          | Croazia       |                              |
| 9          | Stati Uniti   |                              |
| 10         | Perù          |                              |
| 11         | Argentina     |                              |
| 12         | Tunisia       |                              |